# Florula Guatimalensis sistens plantas nonnullas in Guatimala sponte nascentes
Florula Guatimalensis sistens plantas nonnullas in Guatimala sponte nascentes (abreviado Fl. Guatimal.) es un libro con ilustraciones y descripciones botánicas que fue escrito por el médico y un botánico italiano; Antonio Bertoloni y publicado en el año 1840.